# Sai Kung

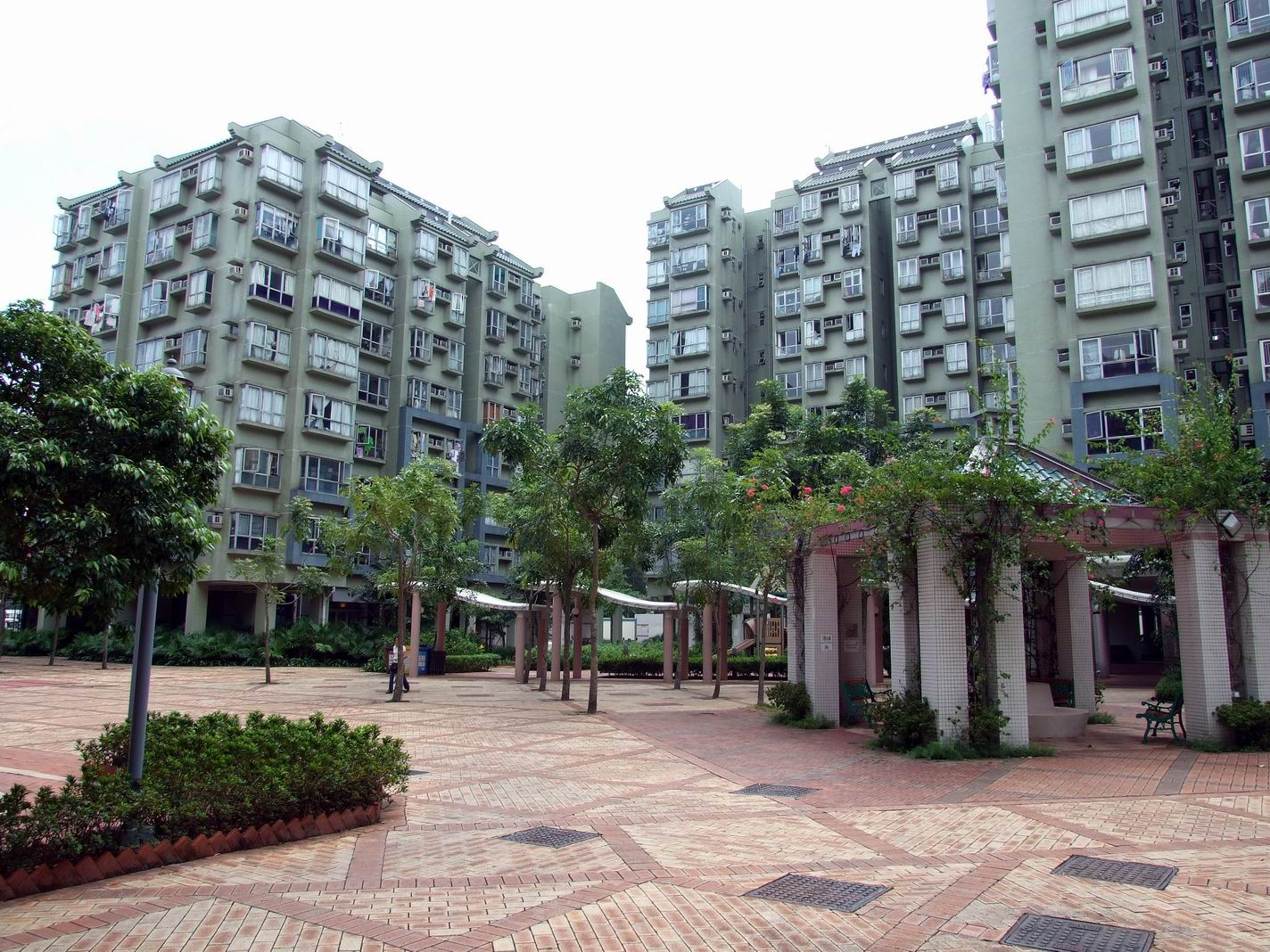
Jardim Lakeside.

Sai Kung (chinês tradicional: 西貢市) é uma cidade situada na península de Sai Kung, em frente ao porto Sai Kung Hoi (designado em língua inglesa por Inner Port Shelter), no distrito homónimo dos Novos Territórios, na Região Administrativa Especial de Hong Kong da República Popular da China. Sai Kung é o centro das aldeias vizinhas, e, por conseguinte pode referir-se às áreas circundantes.